# 私はペンナに一人恋人を持っている
『私はペンナに一人恋人を持っている』（Ich hab' in Penna）は、オーストリアの作曲家フーゴー・ヴォルフが作曲した「イタリア歌曲集」第2巻の最後に収められている歌曲。
この曲は、モーツァルトのオペラ「ドン・ジョヴァンニ」の中のレポレッロのアリア「奥様、これが恋のカタログです」（Madamina, il catalogo e questo）の女性版ともいうべき曲で、ある女性の多くの街での情事をコミカルに歌った曲。冒頭の伴奏も、歌も、いずれも1拍目が休符で始まり、非常に入りのタイミングが難しいことや、歌曲の伴奏とは思えない華麗で高度なテクニックを要する後奏があることでも有名である。